# سارة كوليردج
سارة كوليردج (23 ديسمبر 1802-3 مايو 1852) مؤلفة ومترجمة إنجليزية. كانت الطفلة الثالثة والابنة الوحيدة للشاعر صموئيل تايلور كوليردج وزوجته سارة فريكر.
كانت أعمالها الأولى ترجمات من اللاتينية والفرنسية في العصور الوسطى. تزوجت بعد ذلك وأنجبت العديد من الأطفال الذين كتبت لهم أشعارًا تعليمية. تم نشرها كدروس جميلة في كتاب دروس جميلة في الأشعار للأطفال الجيدين في عام 1834 والذي تضمن قصائد شعبية مثل قصيدة الأشهر: «يناير يجلب الثلج، ويجعل أقدامنا وأصابعنا تتوهج». في عام 1837، نشرت أطول أعمالها الأصلية – فانتازميون، قصة خيالية – والتي بدأت أيضًا كقصة لابنها هربرت.

## بداية حياتها
ولدت كوليردج في غريتا هول، كيسويك. عاشت هناك، بعد عام 1803، مع روبرت سوثي وزوجته (أخت السيدة كوليردج) والسيدة لوفيل (أختها الأخرى)، أرملة روبرت لوفيل، شاعر كويكر؛ لكن كوليردج غالبًا ما كانت بعيدة عن المنزل؛ وكان العم سوثي هو رب الأسرة. كانت عائلة ووردزويرث في غراسمير جيرانهم.
ترك ووردزويرث، في قصيدته، «الثالوث»، لنا وصفًا، أو تمجيدًا شعريًا، كما تسميه سارة كوليردج، للفتيات الثلاث: ابنته دورا، وإديث سوثي وسارة كوليردج، آخر الثلاثة، رغم أنها المولودة الأكبر. كان غريتا هول منزل سارة كوليردج حتى زواجها؛ ويبدو أن مجموعة شعراء البحيرة الصغيرة كانت مدرستها الوحيدة. بتوجيه من سوثي، ومع مكتبته الواسعة تحت إدارتها، قرأت لوحدها الكلاسيكيات اليونانية واللاتينية الرئيسية، وقبل أن تبلغ من العمر خمسة وعشرين عامًا تعلمت إضافة لذلك الفرنسية والألمانية والإيطالية والإسبانية.